# Zamora (Ekwador)
Zamora – miasto w środkowym Ekwadorze, stolica prowincji Zamora-Chinchipe. Według spisu ludności z 28 listopada 2010 roku miasto liczyło 12 386 mieszkańców. 